# Palast der Sowjets

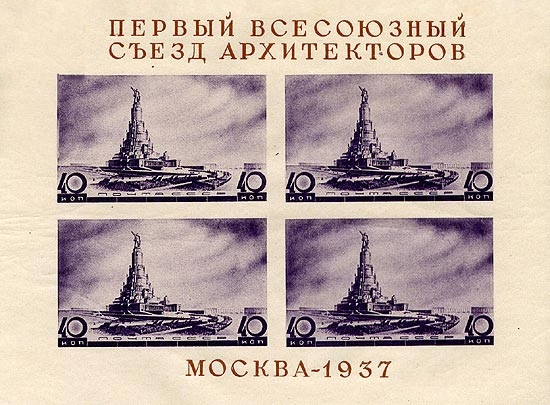
Briefmarkenblock von 1937 mit dem finalen Entwurf für den Palast der Sowjets

Der Palast der Sowjets (russisch Дворец советовⓘ Dworez Sowetow [dvʌˈrʲets sʌˈvʲetəf]) war ein nicht verwirklichtes Bauvorhaben der sowjetischen Regierung in den 1930er Jahren in der Hauptstadt Moskau. Der Palast wäre nach seiner Fertigstellung mit einer Gesamthöhe von 415 Metern das höchste Gebäude der Welt geworden.
Die Ausschreibung um den Entwurf zum Bau des Palastes gewann der sowjetische Architekt Boris Iofan (1891–1976). Im Laufe der Zeit gab es immer wieder Änderungen des Baukonzept, welche sowohl die Innen- als auch die Außenarchitektur und den Standort in Moskau betrafen.

## Geschichte des Palasts der Sowjets

### Vorgeschichte
Nach dem Sturz des Zaren in der Februarrevolution 1917 und der noch im selben Jahr folgenden Oktoberrevolution, in der die Bolschewiki an die Macht kamen, wurden alle künstlerischen Vereinigungen, die noch aus der Zeit des Zarenreiches stammten, aufgelöst und in sogenannte Freie Staatliche Kunstwerkstätten umgewandelt. So entstanden in Moskau 1920, in der Zeit des russischen Bürgerkrieges, viele neue künstlerische Vereinigungen, welche sich von der „alten“ Architektur des Zarenreiches abgrenzten. Zu dieser Zeit war auf Grund des noch andauernden Bürgerkrieges an Neubauten nicht zu denken, von den künstlerischen Vereinigungen wurden jedoch immer wieder umfangreiche Architekturwettbewerbe abgehalten. Der Architekt Alexei Schtschussew erhielt schließlich von der sowjetischen Regierung den Auftrag zum Umbau Moskaus, das durch den Bürgerkrieg stark in Mitleidenschaft gezogen worden war. Dieser Auftrag besaß den Namen Neues Moskau (Новая Москва).
Als sich die Sowjetunion im Jahre 1925 auf der Exposition internationale des arts décoratifs et industriels moderns in Paris in einem, nach Konstantin Melnikows Plänen erbauten, „kühnen“ und „monumentalen“ Pavillon präsentierte, wurde dies im Ausland und von ausländischen Architekten so interpretiert, als sei diese Architektur für den neuen Staat repräsentativ. Diese Architekturrichtung verbreitete sich jedoch erst 1925. Die kurze Zeitspanne in der sowjetischen Architektur, als dieser Baustil das Bauwesen des Landes bestimmte, wurde anfangs durch zahlreiche gegeneinander arbeitende Vereinigungen geprägt.
Eine dieser Vereinigungen war die OSA (dt.: Vereinigung Moderner Architekten), an der unter anderem Alexander Wesnin und Moisei Ginsburg teilnahmen, die auch als Konstruktivisten bezeichnet werden. Ziel der Vereinigung war es nach einer möglichst hohen Funktionalität im Bauwesen zu suchen.
In der ASNOWA (dt.: Vereinigung Neuer Architekten), an der unter anderem János Mácza und Nikolai Ladowski teilnahmen, wurde nach der Wirkung architektonischer Formen auf die menschliche Psyche geforscht.
In der MAO (dt. Moskauer Architektur-Gesellschaft), an der unter anderem Leonid Wesnin und Alexei Schtschussew teilnahmen, trat man für eine sowohl moderne als auch akademische Architektur ein.
1929 wurde die WOPRA (Всесоюзное объединение пролетарских архитекторов Wsessojusnoje objedinenije proletarskich architektorow; dt.: Allunionsvereinigung Proletarischer Architekten) unter János Mácza und Karo Halabjan gegründet. Diese Vereinigung sprach sich gegen alle anderen Vereinigungen aus und polemisierte auch gegen diese und trug letztlich dazu bei, dass 1932 alle verschiedenen Vereinigungen aufgelöst wurden.
Die Phase des ersten Fünfjahresplanes in den Jahren 1928 bis 1932 gilt als die Hauptzeit dieser vielen verschiedenen architektonischen Stilrichtungen, welche zu dieser Zeit überall in der Sowjetunion angewendet wurden und von den Konservativen dominiert wurden. Zu dieser Zeit prallten die städtebaulichen Konzepte zur Umgestaltung aller Städte in Siedlungseinheiten von je 50.000 Einwohnern und die Konzepte zur Desurbanisierung, welche vorsahen, schon bestehende Städte aufzulösen und diese in beliebig große Besiedlungslinien umzugestalten, aufeinander. Die Urbanisten wurde dabei von L.M. Sabsowitsch und den Gebrüdern Wesnin vertreten, die Desurbanisten von M. Ochowitsch, Moissei Ginzburg und Iwan Leonidow.
Im Zentrum der modernen Architektur, welches sich in Moskau befand, setzten sich bereits 1928, im Wettbewerb zum Bau der Lenin-Bibliothek, die Leningrader Akademiker Wladimir Helfreich und Wladimir Schtschuko gegen die Gebrüder Wesnin durch. Beide Entwürfe waren in der stürmischen Phase der Industrialisierung in der Sowjetunion mit einem raschen Bedarf an neuen Industriegebieten wenig brauchbar. Deshalb rief die sowjetische Regierung den Pragmatiker Ernst May mit seiner Gruppe im Jahre 1930 von Frankfurt am Main nach Moskau, damit dieser einen Entwurf zum Bau der Lenin-Bibliothek präsentierte.

### Planung
Die Planungen für den Bau eines Palastes der Sowjets, wie es in einer Sitzung lautete, der im Stile des sozialistischen Klassizismus erbaut werden sollte, begannen bereits 1922 im Gründungsjahr der Sowjetunion, nachdem auf dem 1. Parteitag der KPdSU im Jahre 1922 Pläne von Josef Stalins potentiellem Rivalen im Machtkampf um die Sowjet(Räte-)herrschaft, Sergei Kirow, über ein solches Bauvorhaben bekannt wurden. Kirow wollte nicht nur einen Palast bauen lassen, er sprach sich des Weiteren für eine komplette Umgestaltung Moskau aus. Dabei sollte die zaristische Bausubstanz abgerissen werden und nach Fertigstellung des „großen Umbaus“ nicht mehr sichtbar sein.
Der Palast der Sowjets sollte zum Mittelpunkt des „Neuen Moskau“ werden, wie das Projekt zum Umbau Moskaus genannt wurde. Es war ein Projekt zum Umbau der historischen Moskauer Städtebaukultur, die größtenteils aus der zaristischen Zeit stammte, in den von der kommunistischen Führung bevorzugten Stil des sozialistischen Realismus bzw. sozialistischen Klassizismus. Moskau sollte „neu errichtet“ werden, nachdem es am 12. März 1918 zur Hauptstadt der Russischen SFSR erklärt worden war, und die neue kommunistische Regierung von Petrograd (dem heutigen Sankt Petersburg), dem Regierungssitz der zaristischen Regierung, nach Moskau in den Kreml am Roten Platz zog. Die neue, kommunistische Hauptstadt der Sowjetunion sollte nicht mehr vom zaristischen, sondern vom neuen sozialistischen Baustil geprägt sein. Kleine Straßenzüge sollten verbreitert werden, um so einen monumentalen Effekt zu erzielen. Nach Fertigstellung dieses städtebaulichen Projektes sollte Moskau zu einer idealtypischen sozialistischen Stadt werden.
Die weiteren Planungen über das „neue Moskau“ wurden in dem Film Moskau aus dem Jahr 1939 dokumentiert, der die Städtebauvision über diese Idealstadt im Sozialismus in der Sowjetunion aufzeigt.

### Standort des Palastes

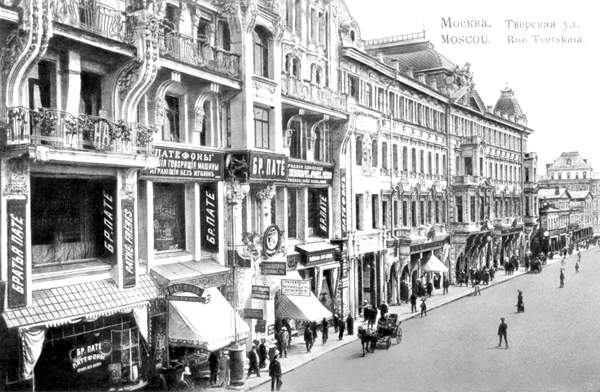
Die Twerskaja-Straße in Moskau wurde ursprünglich für den Bau des Palastes vorgesehen

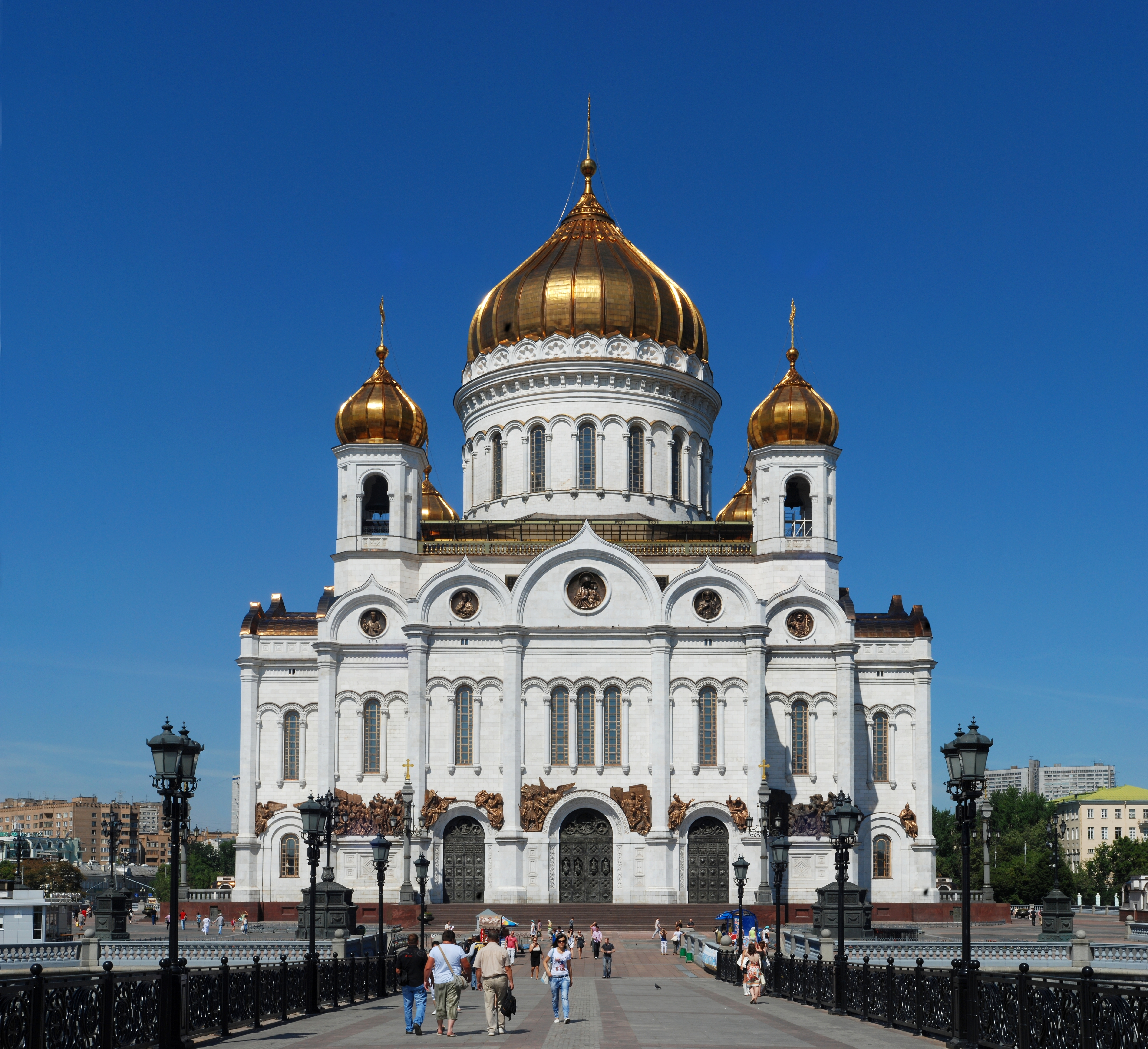
Brückenblick über den Fluss Moskwa auf die bis 2000 wiederaufgebaute Christ-Erlöser-Kathedrale. Sie wurde 1931 abgerissen, um das Grundstück für den Bau des Sowjet-Palastes zu beräumen.

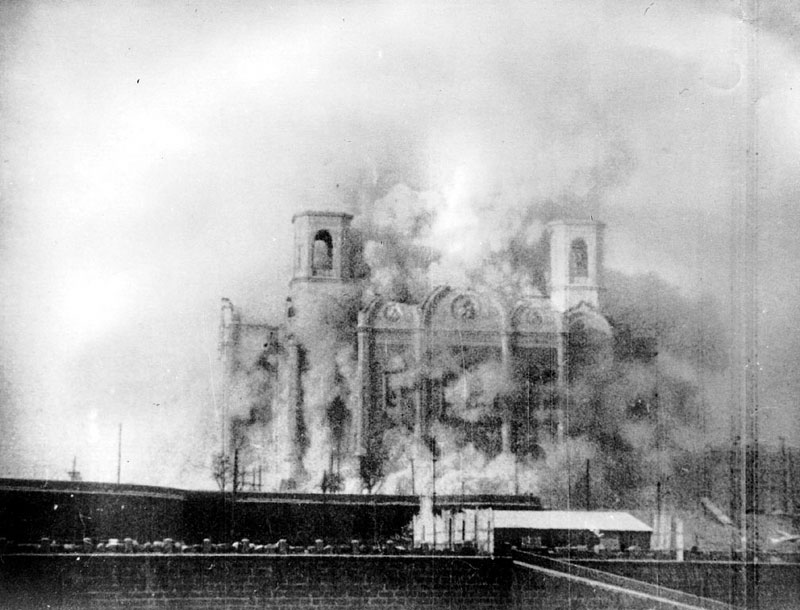
Die Sprengung der Kathedrale 1931

Ursprünglich wurde für den Palast ein Grundstück im Zentrum Moskaus an der Twerskaja-Straße als Standort gewählt, welche während der sowjetischen Zeit in „Gorki-Straße“ umbenannt wurde. Dieser Vorschlag hätte jedoch eine Reihe von großen baulichen Anstrengungen erforderlich gemacht. Um den erforderlichen Platz für den Palast zu schaffen, hätten etliche Wohnhausreihen in der Moskauer Innenstadt niedergerissen werden müssen. Später wurde, nachdem sich Proteste gegen das Abreißen der Hausreihen starkgemacht hatten, der Vorschlag der Gruppe ASNOWA gewählt. Dieser sah vor, den Palast der Sowjets auf dem direkt am Ufer der Moskwa westlich des Kremls gelegenen Platz der Erlöserkirche zu erbauen. Der Platz wurde Ende des 19. Jahrhunderts zu Gedenken an den Sieg der russischen Armee über Napoléon Bonaparte angelegt. Schließlich wurde am 5. Dezember 1931 das auf dem Platz stehende Kirchenbauwerk auf Befehl des Parteiführers Lasar Kaganowitsch mit Einverständnis von Stalin gesprengt, um auf dem Grundstück den Palast der Sowjets bauen zu lassen. Die Wahl dieses Standortes lässt sich auch als Teil eines Konzepts der Eliminierung konkurrierender Herrschaftsarchitektur interpretieren – während der Periode des „kämpferischen Atheismus“ der 1930er Jahre wurden viele dominante Kirchen und Klosterbauten abgerissen, um Platz für sowjetische Großbauten zu schaffen (vgl. etwa Klosterkirche St. Michael in Kiew).

### Erster Wettbewerb
- Offener Wettbewerb, Dezember 1931[4]
- Engerer Wettbewerb, erste Etappe, März–Juli 1932[4]
- Engerer Wettbewerb, zweite Etappe, 1932–33[4]

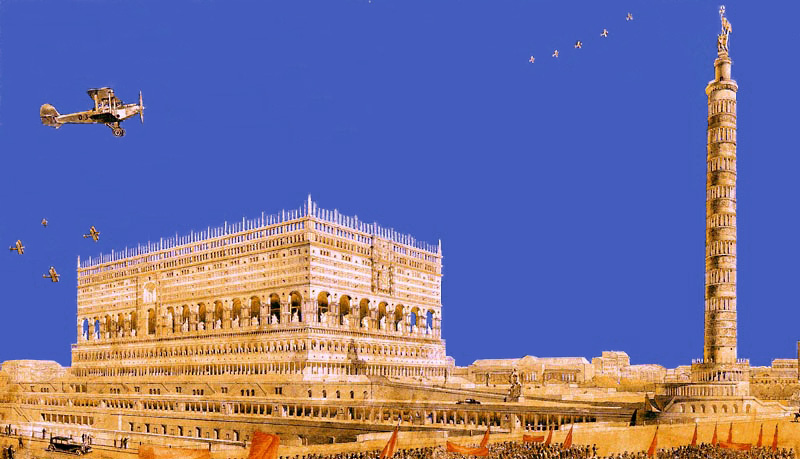
Entwurf von 1932

Die Wettbewerbe zur Planung des Palastes, sowohl für die Innen- als auch für die Außenarchitektur, wurden ab dem Jahr 1931 ausgerichtet. Laut den damaligen Wettbewerbsregeln sollte der Palast als ein monolithischer Komplex und eine kühne Hochhauskomposition mit einem beliebigen Abschluss gestaltet werden. Beim Wettbewerb für den Palast der Sowjets wurden auch Arbeitsentwürfe eingereicht, welche mit konstruktivistischer Architektur nichts zu tun hatten und mit ihrem Symbolgehalt sowie ihrer Monumentalität die Architektur der Sowjetunion in den folgenden Jahren noch deutlich beeinflussen sollten. Ab 1930 wurde in Architektenkreisen immer heftiger darüber gestritten, wie die „richtige“ Architektur im Sozialismus aussehen sollte.
Es gelang der Wettbewerbsjury zu dieser Zeit nicht, zwischen den insgesamt 160 vorgestellten Projekten sowie den 112 eingesendeten Projektentwürfen eine Wahl zu treffen, da sie entweder den Vorstellungen der Jury oder schlichtweg den Wettbewerbsregeln und -anforderungen nicht entsprachen. Dies lag auch daran, dass sich die Vorstellungen der Jury ständig änderten. Die Jury einigte sich schließlich darauf, dass eine vordergründige, nur auf Funktionalität bedachte Bauweise nicht ausreiche, sondern dass das Pathos und die Emotionalität in der Bauweise genauso zu berücksichtigen seien wie die Funktionalität, welche aber auch nicht aus der Bauweise ausgeschlossen wurde. Die ersten Wettbewerbspläne wurden zuerst 1931 der Jury vorgelegt, der auch Stalin selbst angehörte.
Der Wettbewerb wurde als Krönung des von der sowjetischen Regierung aufgestellten Fünfjahresplanes inszeniert. Zu diesem Wettbewerb wurden außer den sowjetischen Architekten, wie zum Beispiel Boris Iofan, auch einige bekannte Architekten aus dem Westen eingeladen.
Den Wettbewerb gewann im Februar 1932 der im westlichen Ausland weniger bekannte Architekt Boris Iofan, dessen Entwurf 1934 bestätigt wurde. Er konnte sich in der Ausschreibung gegen den französisch-schweizerischen Architekten Le Corbusier und die beiden deutschen Architekten Walter Gropius und Erich Mendelsohn durchsetzen. Die Entscheidung der Kommission, den Entwurf Boris Iofans zu nehmen, kann natürlich auch darauf zurückgeführt werden, dass Boris Iofan, auf Grund seiner sowjetischen Staatsbürgerschaft, bei der Ausschreibung gegenüber den nicht-sowjetischen Architekten bevorzugt wurde, doch dies konnte nie ganz aufgeklärt werden.

### Baukonzept

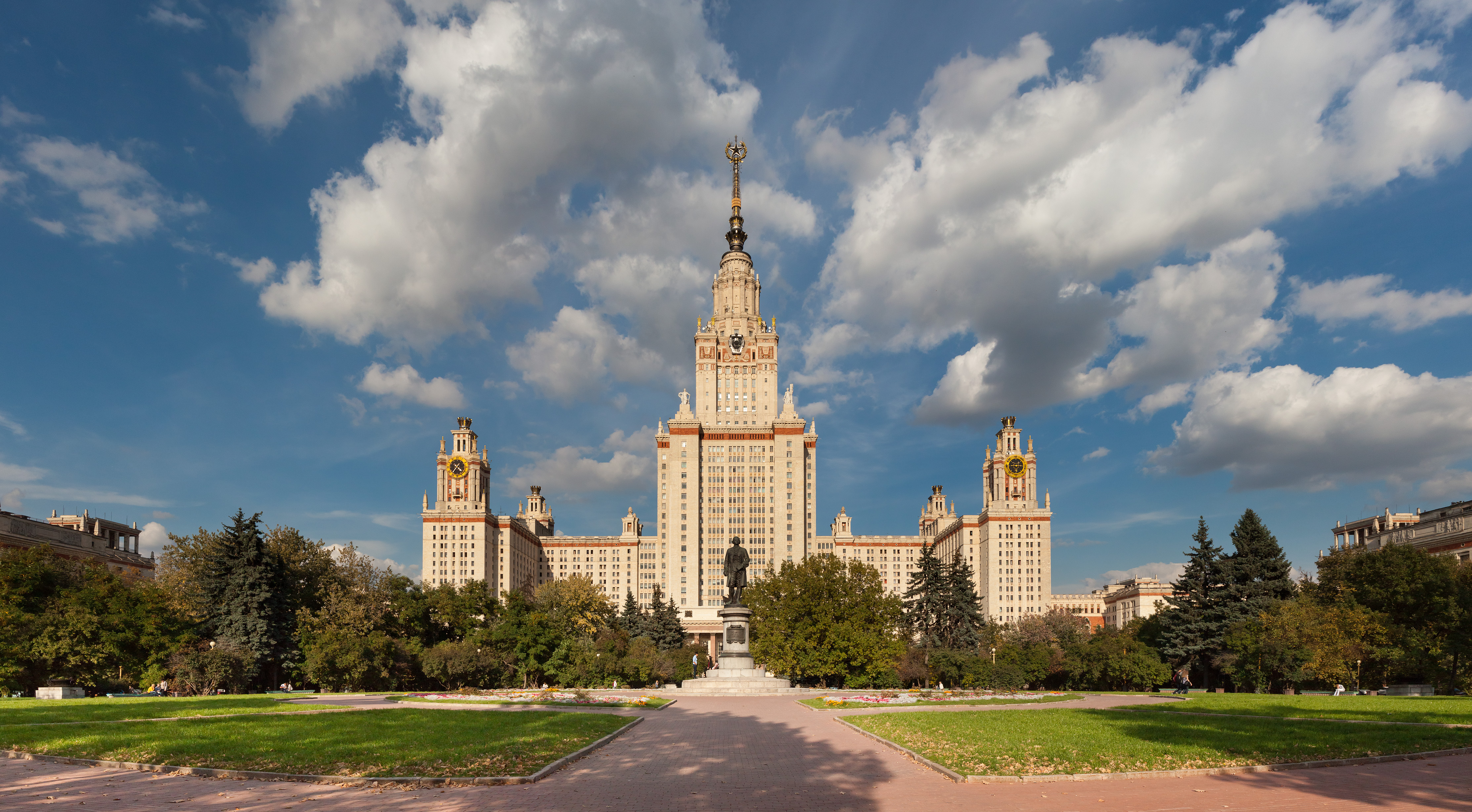
Lomonossow-Universität

Lenin-Stadion (1980)

Der Palast der Sowjets sollte Teil einer umfassenden baulichen Umstrukturierung Moskaus sein, bei dieser sollten aber die historischen Ring- und Radialstrukturen beibehalten werden. Zusätzliche Prunkbauten, wie die Lomonossow-Universität auf den Leninbergen (heute: Sperlingsberge), das Pantheon „Ewiger Ruhm für die großen Menschen des Sowjetlandes“ (nicht verwirklicht) oder das Lenin-Stadion (heute: Luschniki-Stadion des Traditionsvereins Spartak Moskau) an der Biegung der Moskwa wurden in dieser Periode geplant. Zusätzlich sollten Teile eines Grüngürtels bis in das Stadtzentrum dringen.
Das Baukonzept von Iofan sah ein Hochhaus im Stile der Romanik vor, welches aus sechs aufeinander stehenden zylindrischen Körpern besteht, die, nach oben hin ihren Radius verkleinernd, auf einem zweistufigen Stylobat ruhen. Insgesamt sollte das 1937 begonnene Gebäude eine Höhe von 415 Meter haben. Weiter sah das Baukonzept vor, das Dach mit einer Statue eines Arbeiters zu krönen; dieser Entwurf wurde jedoch ab 1933 geändert, so dass nun eine 57 bis 75 Meter hohe Statue von Lenin das Dach krönen sollte. Sie sollte so ausgerichtet werden, dass sie sich mit ihrem Gesicht zu Lenins Mausoleum auf dem Roten Platz zuwandte. Für die Haupthalle, welche sich am Fuße des Gebäudes befinden sollte, wurden zwei unterschiedlich große Säle vorgesehen. Für den großen Saal wurde eine Kapazität von 20.000 Sitzen und für den kleineren Saal eine Kapazität von 6.000 Sitzen vorgesehen. In den oberen Etagen des Palastes wurde eine Bibliothek mit einem Bestand von 500.000 Büchern vorgesehen. Des Weiteren sollte es im Gebäude sowohl Cafés als auch Restaurants geben. Außer den zwei Hauptsälen wurden vier weitere Konferenzräume vorgesehen. Die Lenin-Statue sollte aus Aluminium oder Chromstahl bestehen; die letztendliche Entscheidung darüber, wie hoch die Statue werden soll bzw. welches Material man für die Statue benutzen sollte, wurde nie endgültig getroffen.
Stalin begnügte sich anfänglich noch damit, dass eine Statue eines Arbeiters das Dach krönen sollte, später wurden sogar Pläne ausgearbeitet, welche vorsahen, Stalin und Lenin gemeinsam auf dem Dach als Statue aufzubauen. Da Boris Iofan nicht im Stande war, zwei Statuen auf dem Dach zu realisieren, wurde von Stalin angeordnet, dass nur noch eine Figur von ihm selbst den Abschluss des Bauwerks bilden sollte. Stalin wollte damit sich selbst als Symbol für die neuen Idealbilder weltbeherrschender sowjetischer Arbeiter zeigen. In Wahrheit spiegelt der Entwurf, den Palast der Sowjets mit der Statue Stalins zu erbauen, jedoch nur die Hierarchiepyramide des Stalinismus wider, an dessen Spitze der unbestrittene Führer Josef Stalin thronte. Stalins Entscheidung, die Baupläne so zu ändern, dass er als alleinige Statue an den Abschluss des Palastes gesetzt wird, geben im Nachhinein den Äußerungen von Nikita Chruschtschow im Jahre 1956 über den von Josef Stalin selbst proklamierten Personenkult um ihn Recht.
Die sowjetischen Architekten wurden auf dem Allunionskongress der Sowjetarchitekten im Zusammenhang mit dem Bau des Palastes aufgefordert, die „örtlich bedingten Bauvorhaben“ bei ihren Planungen zu berücksichtigen. Auf diesem Kongress wurde wieder für die Notwendigkeit konstruktivistischer Architektur argumentiert, jedoch auch gleichermaßen das Anwachsen des Eklektizismus in der Sowjetunion bemängelt. Man versuchte, eine Synthese der gesamten sowjetischen Künste zu erreichen, indem man Architekten, Maler und Bildhauer gemeinsam an einem beliebigen Projekt arbeiten ließ. Dazu entwickelte sich gleichzeitig ein neues rationelles Bauverfahren. Dieses Bauverfahren deckte sich sowohl mit den „Großtafelbauten“ als auch mit den „Präfabrikationen“. 1933 entstand die Moskauer Akademie der Architektur, innerhalb derer sich 1935 eine eigene Abteilung für Monumentalmalerei entwickelte.
Der erste Generalbebauungsplan (Neues Moskau) von 1935, der von der sowjetischen Regierung genehmigt wurde, sah eine Beibehaltung der schon bestehenden ringförmigen Struktur der Stadt vor. In diesem Plan wurden größtenteils Details aus dem Rekonstruktionsplan vom Beginn der 1920er Jahre aufgegriffen. Dabei waren die umfangreichsten Bauvorhaben die Moskauer Metro und der Moskau-Wolga-Kanal. Das vom später berühmt gewordenen Bauingenieur Nikolai Nikitin entworfene Fundament des Palastes der Sowjets wurde im Jahre 1939 fertiggestellt. 1941 wurde der Bau jedoch auf Grund des Krieges eingestellt.

### Auftretende Probleme
Beim Bau des Palastes der Sowjets traten, zunächst beim Ausgraben für den Bau eines Fundamentes, immer wieder Wasserprobleme auf, wie beispielsweise Überschwemmungen durch die nahe gelegene Moskwa. Ebenfalls als problematisch erwies sich der sumpfige Moskauer Boden, der ein Fundament mit Pfahlgründung erfordert hätte, um dem Palast genügend Stabilität zu verschaffen, und nicht lediglich ein einfaches Plattenfundament, wie es die Planungen für den Palast vorgesehen hatten.
Des Weiteren mangelte es immer wieder an Geld für Baustoffe oder für die Bezahlung der Arbeiter. Bei den Auseinandersetzungen um Geld kam es auch immer wieder zu kurzen Streiks, die aber den weiteren Bau nicht ernsthaft beeinträchtigt hatten.

## Geschichte um den Palast während des Krieges und nach dem Krieg

### Vorgeschichte
Nach Kriegsbeginn im Jahre 1941 wurden alle Bauvorhaben in den vom Krieg gefährdeten Gebieten, mit Ausnahme der Moskauer Metro, stillgelegt. Dies kann man unter anderem darauf zurückführen, dass die dafür notwendigen Baumaterialien für den Krieg gebraucht wurden. Die Moskauer Ateliers wurden aufgelöst und die Architekten in sichere Gebiete der Sowjetunion, meistens in die asiatischen Teile, evakuiert.
Ab 1943 wurden in der Moskauer Stadtregierung Pläne zum Wiederaufbau der durch Luftangriffe beschädigten Stadt angefertigt. Dabei war man darauf bedacht, die ursprüngliche Stadtsilhouette wiederherzustellen und Neubauten, vor allem in den altrussischen Kleinstädten, in Größe und Fassadengestaltung anzupassen. In den Großstädten, wie etwa in Kiew oder Kaliningrad, wurden nach dem Krieg monumentale Straßenzüge angelegt und zerstörte historische Hausbestände abgerissen. In Moskau baute man nach dem Krieg an dem begonnenen Palast der Sowjets nicht weiter, sondern entwarf im Jahre 1947 anlässlich der 800-jährigen Wiederkehr der Stadtgründung acht Hochhäuser, von denen in den folgenden Jahren sieben realisiert wurden (siehe Sieben Schwestern). Solche Turmakzente waren dann in den meisten Städten der Sowjetunion nach dem Krieg wiederzufinden, außer in Leningrad (heutiges Sankt Petersburg), da man dort die historischen Gebäudereihen nicht durch Hochhäuser beeinträchtigen wollte.
Der neue Erste Sekretär des Zentralkomitees der KPdSU, Nikita Chruschtschow, kritisierte Ende des Jahres 1954 in Moskau die relativ hohen Baukosten des Palastes und die Dekorationssucht. Des Weiteren wurde die in der Vorkriegszeit praktizierte Architektur als Verzerrung des Kulturerbes gebrandmarkt. Es wurde auch die umfassende Industrialisierung und Mechanisierung der gesamten Bauarbeiten vorgeschrieben.
Die Planungen für einen Weiterbau des Palastes der Sowjets wurden auf Grund der Folgen des Zweiten Weltkrieges und weiterer innerpolitischer Probleme auf das Jahr 1956 angesetzt. Ende 1955 wurde der Termin auf Mitte 1956 festgelegt, dann sollten die Wettbewerbe über den Weiterbau des Palastes ausgetragen werden. Zu dieser Zeit bestand der Palast aus dem Fundament und einigen Betonstützen.
Die Planungen über einen Weiterbau des Palastes wurden durch den XX. Parteitag der KPdSU, der vom 14. bis zum 26. Februar 1956 in Moskau stattfand, überschattet. Auf diesem Parteitag wurden von Nikita Chruschtschow Stalins Verbrechen erstmals offengelegt, womit die sogenannte Tauwetter-Periode oder auch Entstalinisierung eingeleitet wurde.

### Zweiter Wettbewerb
Der zweite Wettbewerb um die Neugestaltung des angefangenen Palastes, zwischen den Jahren 1957 und 1959, spiegelte deutlich die neuerliche Abkehr von der akademischen Architektur und die Hinwendung zur modernen Architektur wider. Es kam trotzdem auch diesmal, wie beim ersten Wettbewerb, nicht zur Realisierung des Projektes. Ein Grund dafür waren die hohen Kosten, die man auf Grund des zur damaligen Zeit anhaltenden Wiederaufbaus der städtebaulichen Strukturen in der Sowjetunion nicht mehr vertreten konnte. Die Sowjetunion präsentierte sich 1958 auf der Weltausstellung (Expo 58) in Brüssel durch einen Pavillon aus Glas und Stahl, der sich somit auch von der akademischen Architektur abgrenzte, welche noch auf der Pariser Weltausstellung im Jahre 1937 angewandt wurde. Der Bau von standardisierten Wohnungsbauten in kosten- und platzsparender Bauweise (sog. „Chruschtschowkas“) im ganzen Land hatte in den folgenden Jahrzehnten Vorrang. In den 1970er Jahren arbeiteten jedoch wieder verstärkt bildende Künstler mit Architekten zusammen; diese Zusammenarbeit, wie es schon in den 1930er Jahren ablief, ließ auch wieder Architekturdetails der 1930er Jahre auftauchen.
Damit war das Ende der in den 1930er Jahren begonnenen Planung des Palastes der Sowjets besiegelt, ebenso wie das des dazugehörenden großen Umbaus der Hauptstadt in eine Stadt der Sowjets mit Repräsentativbauten im Stile des sozialistischen Klassizismus. Außerdem war bei der neu angesetzten Ausschreibung zum Bau des Palastes 1957 keine abschließende Statue mehr vorgesehen.

## Geschichte des Baugeländes nach 1958

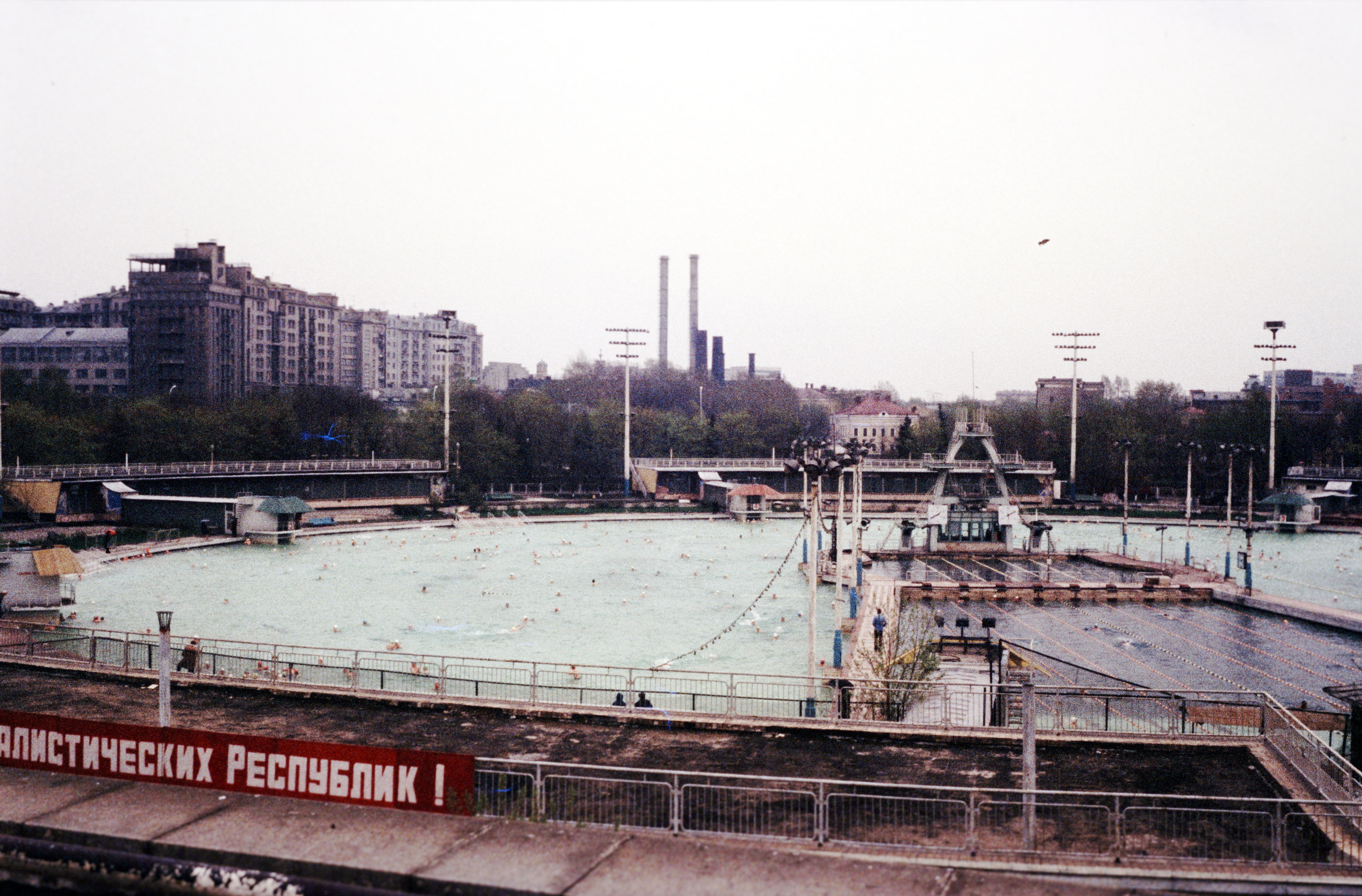
Schwimmbad Moskwa im Jahre 1980

Nach dem endgültigen Baustopp des Palastes 1958 wurde in der Moskauer Stadtregierung über die weitere Nutzung des Platzes der Erlöserkirche, auf dem noch das Fundament von 1939 bestand, diskutiert. Es kamen mehrere Vorschläge auf. Einige wollten das Fundament stehen lassen und gegebenenfalls dort etwas Neues erbauen, andere wollten das Fundament abreißen und die Kathedrale wieder aufbauen. Doch als sich nach einer baulichen Überprüfung des Fundamentes herausstellte, dass dieses nicht mehr tragfähig war, wurde auf dem Gelände eine beheizbare Badeanstalt (Schwimmbad Moskwa) errichtet.

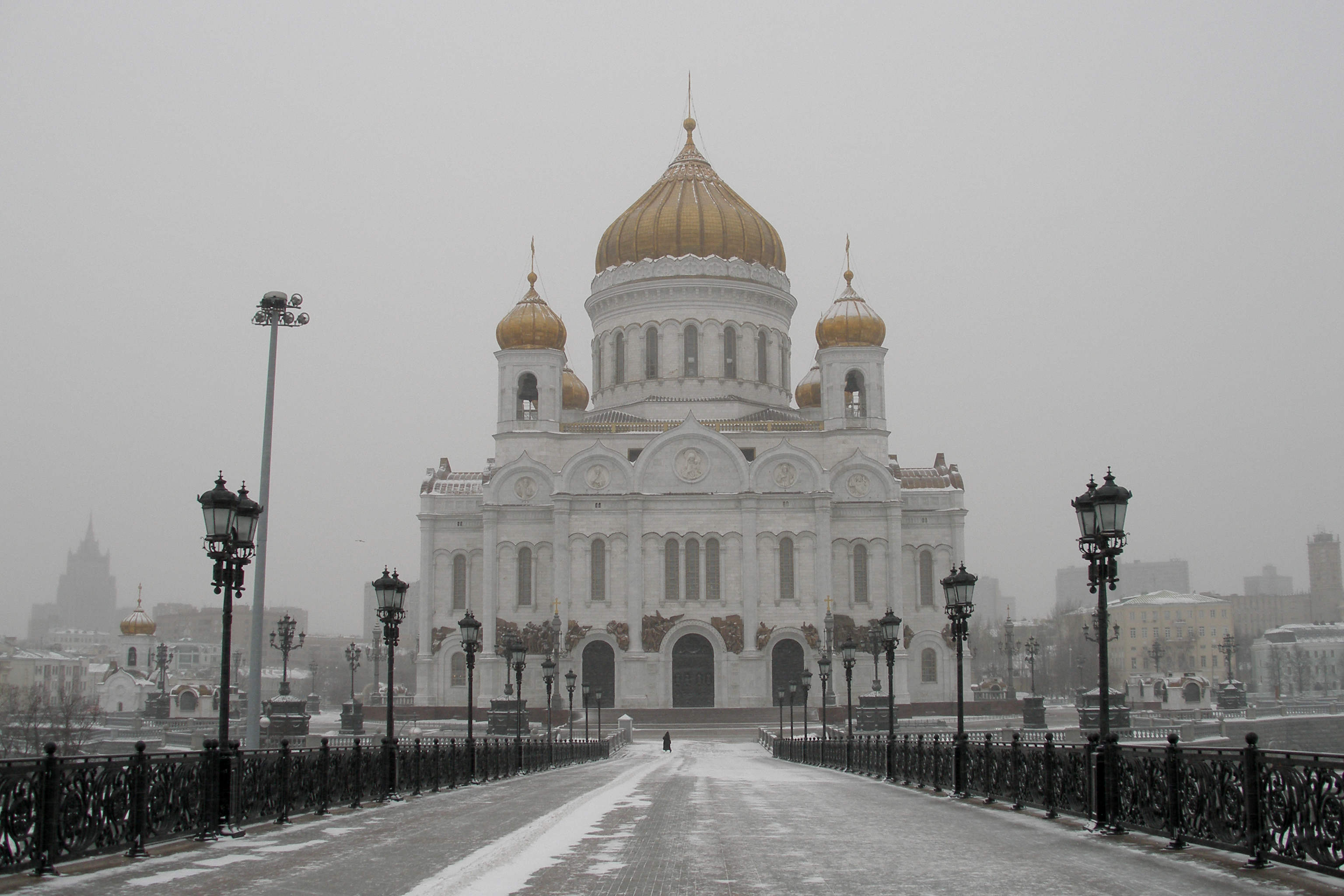
Die wiederaufgebaute Christ-Erlöser-Kathedrale

Nach dem Zusammenbruch der Sowjetunion 1991 wurde der Wiederaufbau der Kathedrale beschlossen. Das mittlerweile marode Schwimmbad wurde abgerissen und 1992 erfolgte die Grundsteinlegung. Am 19. August 2000 wurde die Kirche wiedereröffnet. Der Wiederaufbau gehörte zu den großen Bauprojekten des Moskauer Oberbürgermeisters Juri Luschkow und wurde mit zum Auslöser der häufig als „Wiedergeburt“ bezeichneten Rekonstruktion hunderter im Stalinismus zerstörter Kirchen, Klöster und Moscheen im Bereich der ehemaligen Sowjetunion.

## Filmdokumentationen
1939 drehte der sowjetische Regisseur Wiktor Morgenstern beim Studio Zentrnautschfilm, von der Regierung beauftragt, den Dokumentarfilm Москва – zu deutsch: Moskau. Hier wird die zukünftige Städtebauvision einer sozialistischen Idealstadt gezeigt. Er ist Gegenstand von Janina Urussowas Monografie Das neue Moskau. Die Stadt der Sowjets im Film 1917-1941 (2004). Das „alte Moskau“ – Straßen mit historischer Bausubstanz – wird dem „neuen Moskau“ im sozialistisch-klassizistischen Baustil gegenübergestellt. Die Kulissen wurden im Maßstab 1:1 errichtet. Die Pläne wurden aus verschiedenen Gründen (fehlende finanzielle Mittel, Zweiter Weltkrieg, ideologische Wende nach Stalins Tod 1953) in dieser Form niemals vollständig verwirklicht.
Der Palast der Sowjets und andere geplante Umgestaltungen waren auch Thema des 1938 von Alexander Medwedkin gedrehten Spielfilms Новая Москва (Nowaja Moskwa; ‚Das neue Moskau‘). Einer der Filmhelden, ein junger Ingenieur, hat ein „lebendiges Modell“ der geplanten Stadt geschaffen, das er letztendlich großem Erfolg präsentiert. In der Entstehungszeit wurde dieser Film jedoch nicht in den Kinos gezeigt. Er blieb aber erhalten und gelangte erst in den 1990er-Jahren im russischen Fernsehen zur Erstausstrahlung.